# نهائي كأس خادم الحرمين الشريفين للأبطال 2009
نهائي كأس خادم الحرمين الشريفين للأبطال 2009 هي المباراة النهائية لبطولة كأس خادم الحرمين الشريفين للأبطال 2009، أقيمت في بتاريخ 15 مايو 2009، بين نادي الشباب ونادي الاتحاد وفاز بها نادي الشباب بعد تغلبه على نادي الاتحاد بنتيجة 4-0.

## عن الفريقين
| الفريق  | نهائيات سابقة (الخط العريض يشير لسنة الفوز)                      |
| ------- | ---------------------------------------------------------------- |
| الشباب  | 1969، 1980، 2008                                                 |
| الاتحاد | 1958، 1959، 1960، 1963، 1964، 1967، 1979، 1982، 1986، 1988، 2008 |

## تفاصيل المباراة
| الشباب                                                                             | 4 - 0 | الإتحاد |
| ---------------------------------------------------------------------------------- | ----- | ------- |
| صالح الصقري (هـ.ذ) 10' · ناصر الشمراني 20' · حسن معاذ فلاته 71' · فيصل السلطان 91' |       |         |